# Patalom
Patalom is een plaats (község) en gemeente in het Hongaarse comitaat Somogy. Patalom telt 389 inwoners (2001).